# Wojtkowa (gromada)
Wojtkowa – dawna gromada, czyli najmniejsza jednostka podziału terytorialnego Polskiej Rzeczypospolitej Ludowej w latach 1954–1972.
Gromady, z gromadzkimi radami narodowymi (GRN) jako organami władzy najniższego stopnia na wsi, funkcjonowały od reformy reorganizującej administrację wiejską przeprowadzonej jesienią 1954 do momentu ich zniesienia z dniem 1 stycznia 1973, tym samym wypierając organizację gminną w latach 1954–1972.
Gromadę Wojtkowa z siedzibą GRN w Wojtkowej utworzono – jako jedną z 8759 gromad na obszarze Polski – w powiecie ustrzyckim w woj. rzeszowskim na mocy uchwały nr 35/54 WRN w Rzeszowie z dnia 5 października 1954. W skład jednostki weszły obszary dotychczasowych gromad Wojtkowa, Arłamów, Grąziowa, Jamna Dolna, Jamna Górna, Nowosielce Kozickie, Trzcianiec, Wojtkówka, Trójca i Kwaszenina ze zniesionej gminy Wojtkowa w tymże powiecie. Dla gromady ustalono 9 członków gromadzkiej rady narodowej.
30 czerwca 1960 do gromady Wojtkowa włączono wieś Jureczkowa z gromady Krościenko w tymże powiecie.
W 1971 roku gromada Wojtkowa liczyła 670 mieszkańców, zamieszkujących miejscowości: Arłamów (11), Grąziowa (28), Jamna Dolna (0), Jamna Górna (0), Jureczkowa (129), Kwaszenina (42), Nowosielce Kozickie (128), Trójca (3), Trzcianiec (63), Wojtkowa (135) i Wojtkówka (131).
1 listopada 1972, w związku ze zniesieniem powiatu ustrzyckiego, gromada weszła w skład nowo utworzonego powiatu bieszczadzkiego w tymże województwie.
Gromada przetrwała do końca 1972 roku, czyli do kolejnej reformy gminnej.